# Белгородская ТЭЦ

Белгородская ТЭЦ — предприятие энергетики, расположенное в городе Белгороде, входящее в состав ПАО «Квадра». Установленная электрическая мощность станции составляет 60 МВт, тепловая — 360,4 Гкал/ч. Численность сотрудников — 197 человек.
Датой основания считается 7 ноября 1938 года, когда вошла в строй первая очередь станции с турбогенератором в 1,6 тыс. кВт. Белгородская ТЭЦ (в то время ЦЭС) построена по плану ГОЭЛРО.
В мае 1939 года была запущена вторая очередь ЦЭС с турбогенератором мощностью 3,5 тыс. кВт. Мощность станции возросла до 5,1 тыс. кВт. В сентябре 1941 года основное оборудование и обслуживающий персонал ТЭЦ были эвакуированы на теплоэлектроцентраль станции «Курган» Южно-Уральской железной дороги, здание главного корпуса (машинный зал, котельная) и вспомогательные сооружения — взорваны советскими войсками при отступлении из Белгорода. В августе 1943 года, после освобождения Белгорода от немцев, начались работы по восстановлению станции. В октябре 1945 года состоялся повторный пуск ЦЭС.
В 1949 году на станции ввели в эксплуатацию новый турбогенератор мощностью 6 тыс. кВт. В сентябре 1951 года был установлен и введен в эксплуатацию турбогенератор “Элиот” №2, в 1952 году – котельные агрегаты типа «Бабкок и Верке».
Сначала станция работала на угле, с 1958 года перешла на газ, который и сегодня является основным топливом. В сентябре 1962 года Белгородская ЦЭС включена в параллельную работу с Единой энергетической системой страны. В 1965 году электростанция отпустила первое тепло городу и была переименована в ТЭЦ – теплоэлектроцентраль.
В 2007 году Белгородскую ТЭЦ реконструировали: была построена газотурбинная часть с современными энергоблоками «General Electric». В результате установленная мощность станции выросла более чем в два раза: электрическая – до 60 МВт, тепловая – до 360,4 Гкал/ч.
На Белгородской ТЭЦ эксплуатируются два энергоблока установленной электрической мощностью 30 МВт каждый, состоящие из газовой турбины, электрогенератора и котла-утилизатора водогрейного установленной тепловой мощностью 30,2 Гкал/час каждый, два паровых котла мощностью 50 т/ч каждый и четыре водогрейных котла общей установленной тепловой мощностью 300 Гкал/час.
В настоящее время Белгородская ТЭЦ снабжает тепловой энергией северный и центральный районы города Белгорода, обеспечивая на 36,3 % потребность города в тепле.

## Перечень основного оборудования
| Агрегат                              | Тип              | Изготовитель                                             | Количество | Ввод в эксплуатацию | Основные характеристики | Основные характеристики | Источники         |
| Агрегат                              | Тип              | Изготовитель                                             | Количество | Ввод в эксплуатацию | Параметр                | Значение                | Источники         |
| ------------------------------------ | ---------------- | -------------------------------------------------------- | ---------- | ------------------- | ----------------------- | ----------------------- | ----------------- |
| Резервное и водогрейное оборудование |                  |                                                          |            |                     |                         |                         |                   |
| Паровой котёл                        | ТП-50            | Машиностроительный завод ТАТРА Завод им. С.М.Кирова, ЧСР | 2          | 1954 г. 1955 г.     | Топливо                 | газ, мазут              | [ 2 ]             |
| Паровой котёл                        | ТП-50            | Машиностроительный завод ТАТРА Завод им. С.М.Кирова, ЧСР | 2          | 1954 г. 1955 г.     | Производительность      | 50 т/ч                  | [ 2 ]             |
| Водогрейный котёл                    | ПТВМ-50          | З-д «Вулкан», Румыния, Дорогобужский котельный завод     | 2          | 1970 г. 1972 г.     | Топливо                 | газ                     | [ 2 ]             |
| Водогрейный котёл                    | ПТВМ-50          | З-д «Вулкан», Румыния, Дорогобужский котельный завод     | 2          | 1970 г. 1972 г.     | Тепловая мощность       | 50 Гкал/ч               | [ 2 ]             |
| Водогрейный котёл                    | ПТВМ-100         | Белгородский завод «Энергомаш»                           | 1          | 1981 г.             | Топливо                 | газ                     | [ 2 ]             |
| Водогрейный котёл                    | ПТВМ-100         | Белгородский завод «Энергомаш»                           | 1          | 1981 г.             | Тепловая мощность       | 100 Гкал/ч              | [ 2 ]             |
| Водогрейный котёл                    | КВГМ-100-150ГМ   | Дорогобужский котельный завод                            | 1          | 2000 г.             | Топливо                 | газ                     | [ 2 ]             |
| Водогрейный котёл                    | КВГМ-100-150ГМ   | Дорогобужский котельный завод                            | 1          | 2000 г.             | Тепловая мощность       | 100 Гкал/ч              | [ 2 ]             |
| Оборудование газотурбинной ТЭЦ       |                  |                                                          |            |                     |                         |                         |                   |
| Газовая турбина                      | LM2500+ DLE НSPT | General Electric США                                     | 2          | 2007 г.             | Топливо                 | газ                     | [ 2 ] [ 3 ] [ 4 ] |
| Газовая турбина                      | LM2500+ DLE НSPT | General Electric США                                     | 2          | 2007 г.             | Мощность (ISO)          | 30 МВт                  | [ 2 ] [ 3 ] [ 4 ] |
| Газовая турбина                      | LM2500+ DLE НSPT | General Electric США                                     | 2          | 2007 г.             | t                       | 499 °C                  | [ 2 ] [ 3 ] [ 4 ] |
| Котёл-утилизатор                     | КУВ-35,0/150     | Подольский машиностроительный завод                      | 2          | 2007 г.             | Тепловая мощность       | 30,2 Гкал/ч             | [ 2 ] [ 5 ]       |